# Rambla de Talancón
La rambla de Talancón es un curso de agua de carácter estacional que nace al noreste del cabezo de la Jara, en las proximidades del Centro de Interpretación de la Naturaleza y del Cabezo de Cute (824 m.s.n.m). Su cauce, con una longitud aproximada de 4,7 kilómetros, discurre en su totalidad por el término municipal de Puerto Lumbreras (Región de Murcia, España), en la diputación del Cabezo de la Jara, para desembocar finalmente en la rambla de Nogalte, en su margen derecha. Forma parte de la cuenca del río Guadalentín. Actualmente, el poblamiento es disperso, caseríos y cortijos aislados que no suman más de 50 habitantes.

## Naturaleza

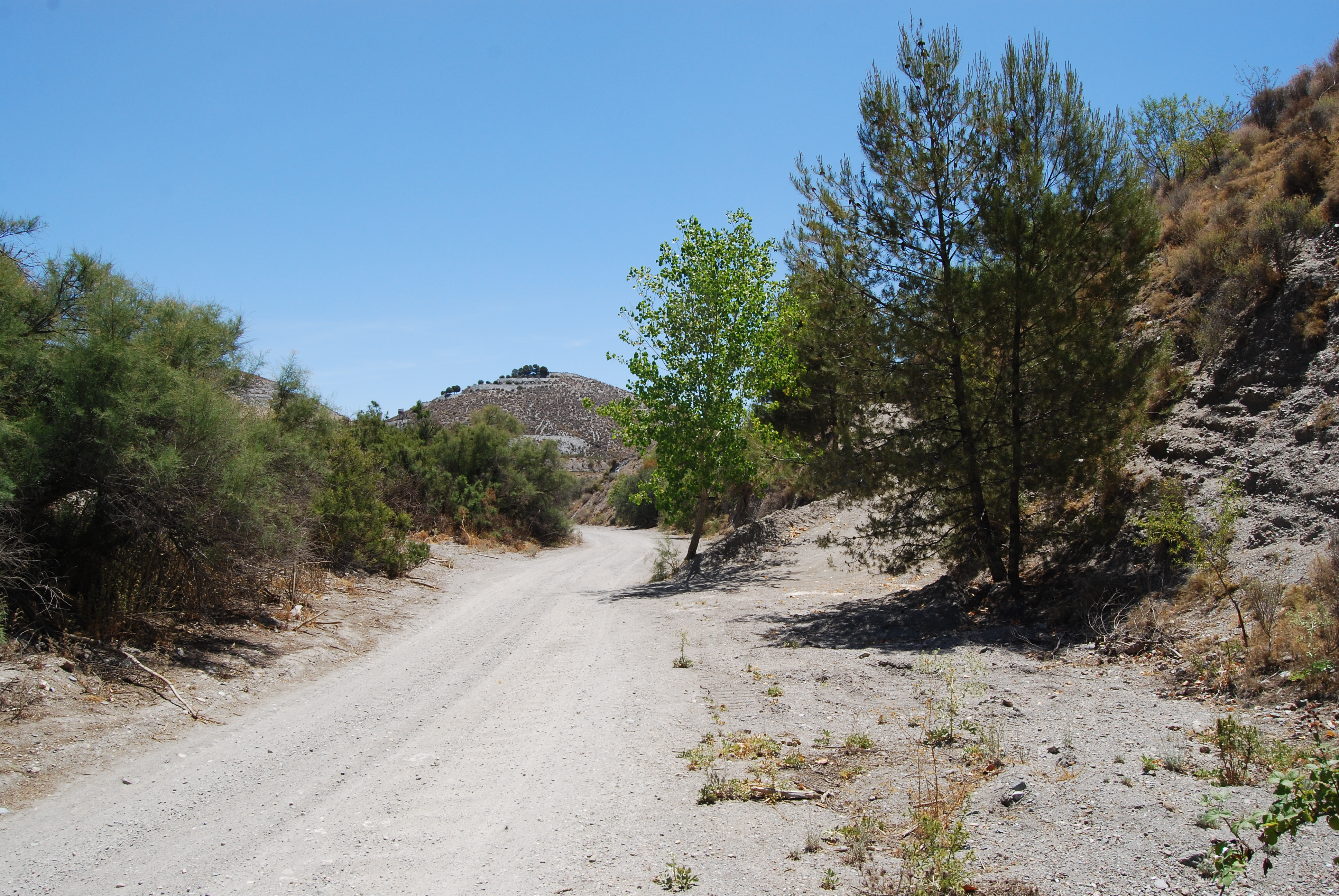
Vegetación en el cauce de la rambla

En los márgenes de las ramblas está presente vegetación de tipo hidrófilo que en algunos tramos llegan a constituir bosques en galería, al igual que sucede en ramblas como Béjar o Vilerda, constituyendo una defensa frente a la erosión ocasionada por las avenidas. Está presente el taray (Tamaricetum gallicae) junto a matorrales de graveras de ríos y ramblas, dominados por la cerraja lanuda (Andryala ragusina) o la carra (Mercurialis tomentosa). También se encuentra esparto, albaida, majuelo y enebro, grupos aislados de árboles (mayoritariamente pino carrasco) y olivos, almendros, granados e higueras en los cultivos de secano de la zona.

En cuanto a la fauna, la especie más significativa es la tortuga mora. También se observan diferentes especies de fauna silvestre como las culebras de escalera, liebres, conejos o los pájaros mosquiteros.

La rambla es parte del recorrido de diferentes rutas de senderismo y bicicleta de montaña por el entorno del Cabezo de la Jara y Rambla de Nogalte.

## Patrimonio
Como sucede en otras ramblas de las inmediaciones (Béjar, Vilerda o Nogalte), en Talancón se documenta una ocupación que se remonta al menos a la Edad del Bronce. Se conocen dos yacimientos arqueológicos junto a la rambla, Talancón y Peña de los Escuderos. Los dos son poblados de época argárica, hábitats en altura cuya base económica se fundamentaría principalmente en la explotación de los recursos agropecuarios de su entorno inmediato y que se sitúan muy próximos a la importante vía natural de comunicación que discurría junto a la rambla de Nogalte y que une el valle del Guadalentín con las tierras altas de Andalucía.